# Fondaco dei Tedeschi
Fondaco dei Tedeschi (wen. Fontego dei Tedeschi, pol. hotel Niemców) – budynek o charakterze pałacowym, położony w Wenecji, w dzielnicy (sestiere) San Marco nad Canal Grande. Zbudowany pierwotnie w XIII wieku jako zajazd i magazyn dla kupców niemieckich, przybywających do Wenecji. Przebudowany gruntownie po pożarze w stylu renesansowym. W 1939 roku stał się siedzibą Poczty Włoskiej. W 2008 roku sprzedany grupie Benetton. Gruntownie odrestaurowany, jest od 2016 roku siedzibą luksusowego domu towarowego T Fondaco.

## Historia

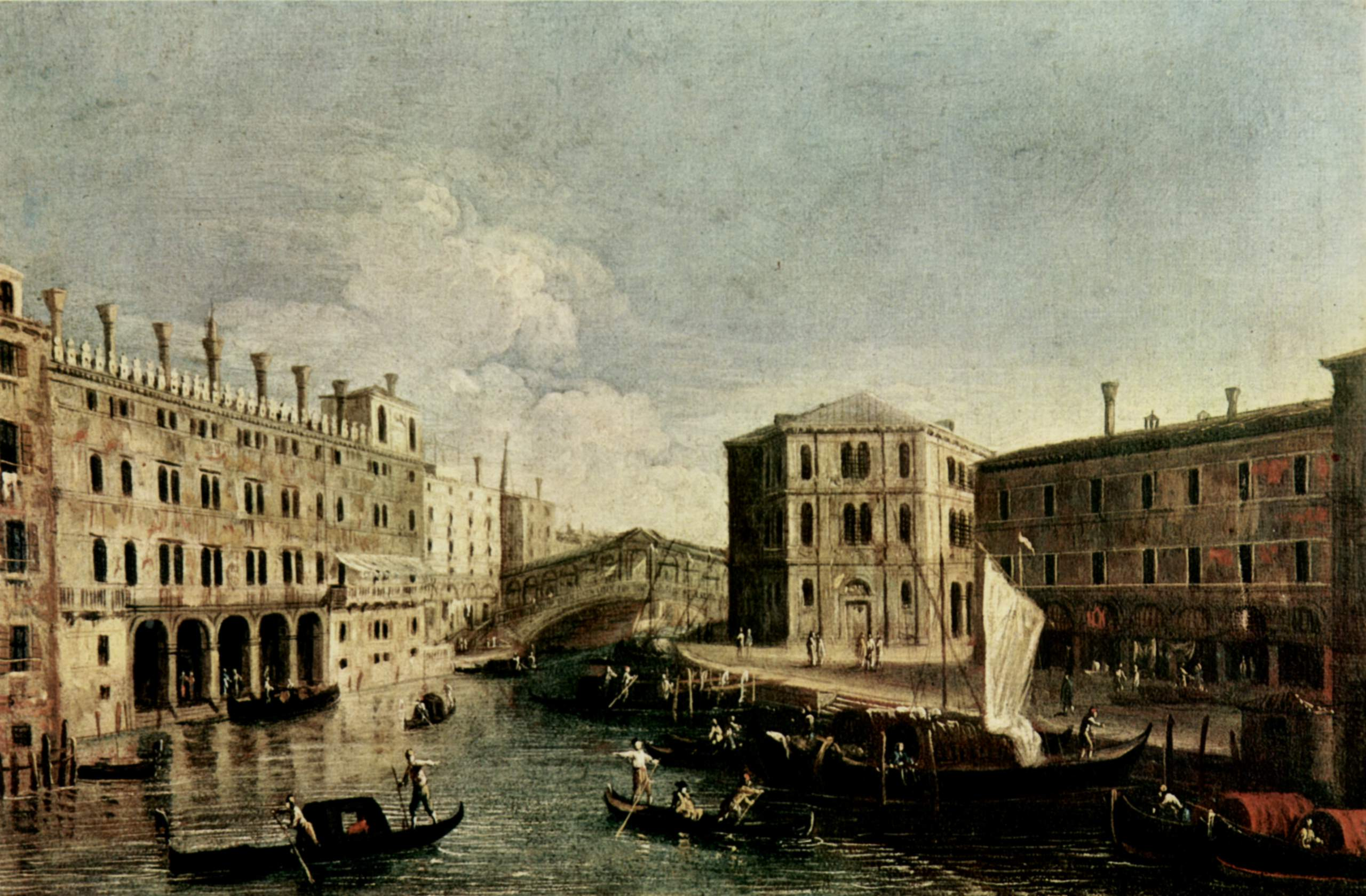
Canaletto, Canal Grande przy Rialto, 1730–1750, Prado (z lewej strony Fondaco dei Tedeschi z widocznymi freskami)

Już w XIII wieku w Wenecji byli obecni bardzo liczni „Niemcy” (w szerokim rozumieniu – kupcy spoza Alp), którzy przybywali tu w celach handlowych. Senat Wenecji wyznaczył dla nich teren przy Canal Grande, tuż koło Rialto, kupieckiego serca miasta, aby móc lepiej sprawować kontrolę nad ich działalnością. Kupcy mieszkali w Fondaco w czasie swojego pobytu w Wenecji i składowali w nim towary, niezależnie od tego, czy były one przywiezione zza granicy, czy zakupione lokalnie. Na czele Fondaco stali trzej patrycjusze. Każdego roku, w wigilię Bożego Narodzenia i na Nowy Rok, Fondaco odwiedzali w uroczystej procesji duchowni z kościoła San Bartolomeo. W 1300 roku, wraz z przejęciem domów należących do rodziny Polani, obiekt został rozbudowany. W 1505 roku został zniszczony przez wielki pożar. Senat tymczasowo ulokował „niemieckich” kupców w domach Lippomano na Santa Fosca, zarządzając jednocześnie przebudowę zniszczonego budynku. Projekt przebudowy sporządzili Giorgio Spavento i Antonio Abbondi. W 1508 roku prace zostały zakończone.
Liczne remonty wnętrz przeprowadzono w XIX wieku oraz w latach 30. XX wieku w celu adaptacji budynku na urząd ceł. W 1939 roku w budynku ulokowano Pocztę Włoską, nie zmieniając jednak jego pierwotnego rozplanowania.

### Dom towarowy T Fondaco
Na początku XXI wieku postanowiono przekształcić Fondaco dei Tedeschi w centrum handlowe z panoramicznym widokiem (360°) na miasto; w 2008 roku zapadła decyzja o sprzedaży Fondaco dei Tedeschi grupie Benetton. Plan gruntownej przebudowy powierzono holenderskiemu architektowi Remowi Koolhaasowi. W 2012 roku rodzina Benetton za pośrednictwem swego holdingu Edizioni Holding al Demanio zapłaciła 54 miliony euro; 6 milionów zostało przekazanych miastu Wenecja w zamian za zniesienie ograniczeń dotyczących publicznego korzystania z budynku, co najmniej 40 milionów zostało wydanych na remonty i restauracje wykonane przez studio Oma architekta Rema Koolhassa, pewną sumę wydała też firma Dfs za projekt firmowany przez Jamiego Foberta, mający na celu przekształcenie dotychczasowego Fontego dei Tedeschi w T Fondaco, który, według słów zastępcy dyrektora Dfs, Roberta Meneghessa, ma w planach zatrudnienie 450 pracowników, głównie młodych, uruchomienie w perspektywie kilku lat sprzedaży z rocznym obrotem na poziomie 100 milionów euro i przyjęcie około 2 milionów odwiedzających. 1 października 2016 roku dom towarowy został otwarty.

#### Sklepy, sala wystawowa i taras widokowy
Parter T Fondaco to obszerna przestrzeń, zapewniająca niezakłóconą widoczność we wszystkich kierunkach, udekorowana przez weneckich rzemieślników, z kawiarnią i restauracją prowadzoną przez szefa kuchni z Padwy, Massimiliana Alajma. Poza tym umieszczono tu sklepy z pamiątkami, włoskie marki spożywcze oraz sklepy oferujące wyroby weneckich rzemieślników. Pierwsze piętro przeznaczono dla kobiet, drugie – dla mężczyzn, a trzecie – dla firm obuwniczych. Piętro czwarte jest tworem nowym; poniżej starego świetlika zamontowano nowy sufit, wsparty na szklanej konstrukcji, który podtrzymuje salę konferencyjną i wystawową, „zawieszoną” nad dziedzińcem. Znalazła się tu również instalacja wizualna UnderWater Fabrizia Plessiego. Z sali schody prowadzą na taras na dachu z widokiem 360°. 

## Architektura

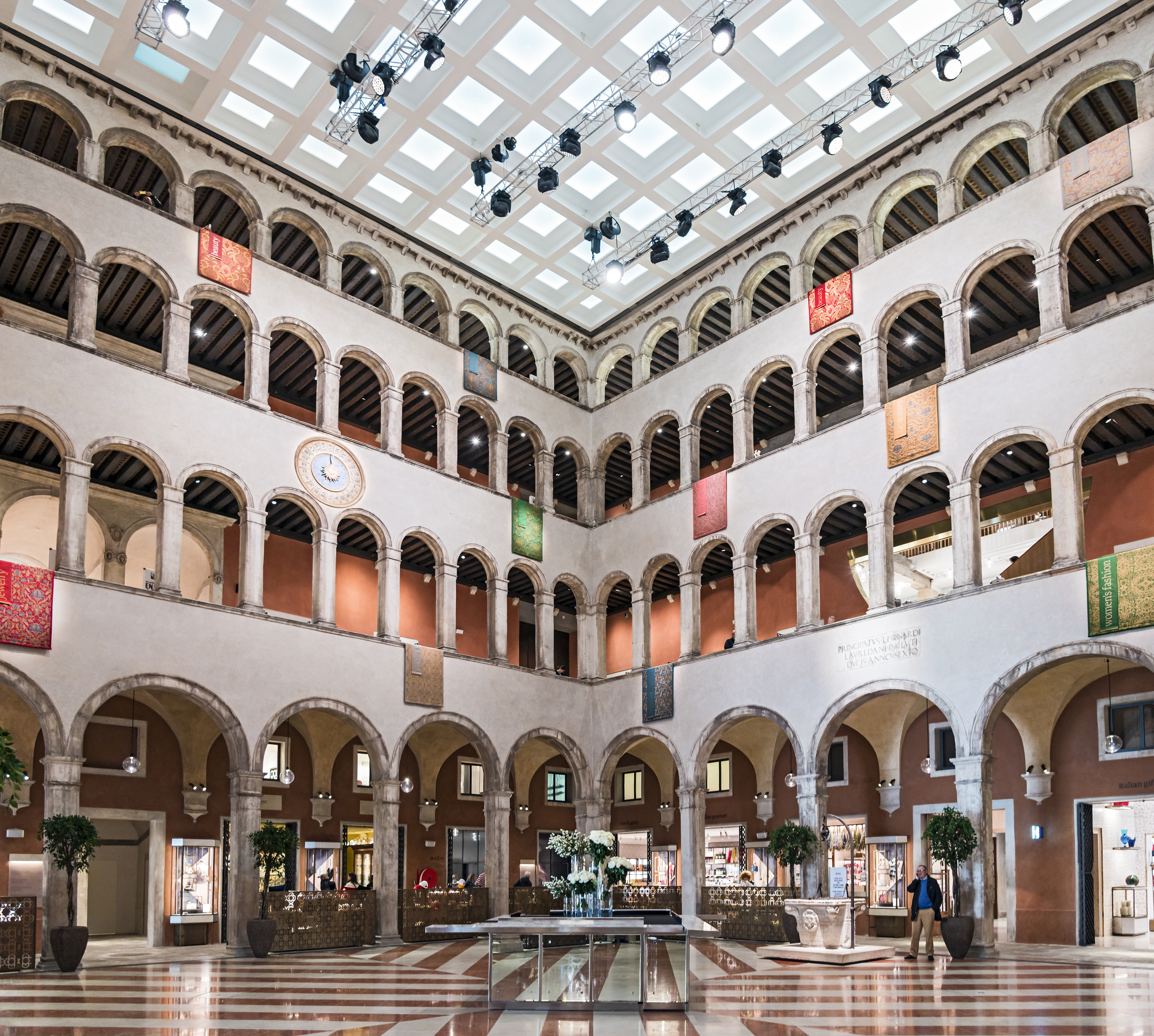
Wewnętrzny dziedziniec

Fasada masywnego budynku na planie czworoboku, wychodząca na Canal Grande bardzo przypomina styl wenecko-bizantyński. Zdobi ją duży, centralny portyk wgłębny. Wewnątrz znajduje się obszerny, kwadratowy dziedziniec, otoczony czterema kondygnacjami, które tworzą wykwintne, przestronne loggie, coraz niższe na kolejnych kondygnacjach. Dziedziniec jest nieco podwyższony pośrodku, aby umożliwić spływ wody deszczowej do czterech narożników; rozwiązanie to pochodzi z czasów, kiedy był on odkryty. W 1937 roku budynek został zadaszony wielkim świetlikiem. Uwagę zwraca inskrypcja z 1506 roku, będąca świadectwem odbudowy gmachu: „principatus Leonardi Lauredani incliti ducis anno sexto”. Na jednej ze ścian umieszczono zegar słoneczny. Główne niegdyś wejście do budynku, dziś drugorzędne, znajduje się od strony calle del Fontego dei Tedeschi, pod numerem 5346. Stanowi je łukowo zamknięty portal, umieszczony pomiędzy dwoma spiralnymi półkolumnami z korynckimi kapitelami, zwieńczony herbem z lwem św. Marka na tle płaskorzeźby. W efekcie renowacji na fasadzie całkowicie zamalowano alegoryczne freski, wykonane w 1508 roku przez najsławniejszych wówczas malarzy, Giorgione i Tycjana. Nieliczne ocalałe fragmenty są obecnie eksponowane w Gallerie dell’Accademia. Po otwarciu w październiku 2016 roku pałac prezentuje się jako luksusowy dom towarowy z wewnętrznym dziedzińcem i elegancką czteropiętrową loggią, urządzoną w stylu włoskim, z licznymi, pomalowanymi na czerwono, ruchomymi schodami (kontestowanymi przez purystów). Rem Koolhaas dodał również nowe wejścia do budynku i spektakularny, stalowo-szklany sufit-posadzkę, zawieszony nad dziedzińcem, tworząc z wnętrza oazę przestrzenną, kontrastującą z zatłoczonymi zaułkami na zewnątrz. Sukces jego projektu polega na połączeniu przestrzeni publicznej (wewnętrzny dziedziniec) z przestrzenią handlową (sklepy na poszczególnych piętrach) i kulturalną (recitale i wystawy na ostatnim piętrze).